# Interstate 44
Interstate 44 (afgekort I-44) is een Interstate Highway in de Verenigde Staten. De snelweg begint bij Wichita Falls (Texas) en eindigt in St. Louis, (Missouri). 

## Lengte

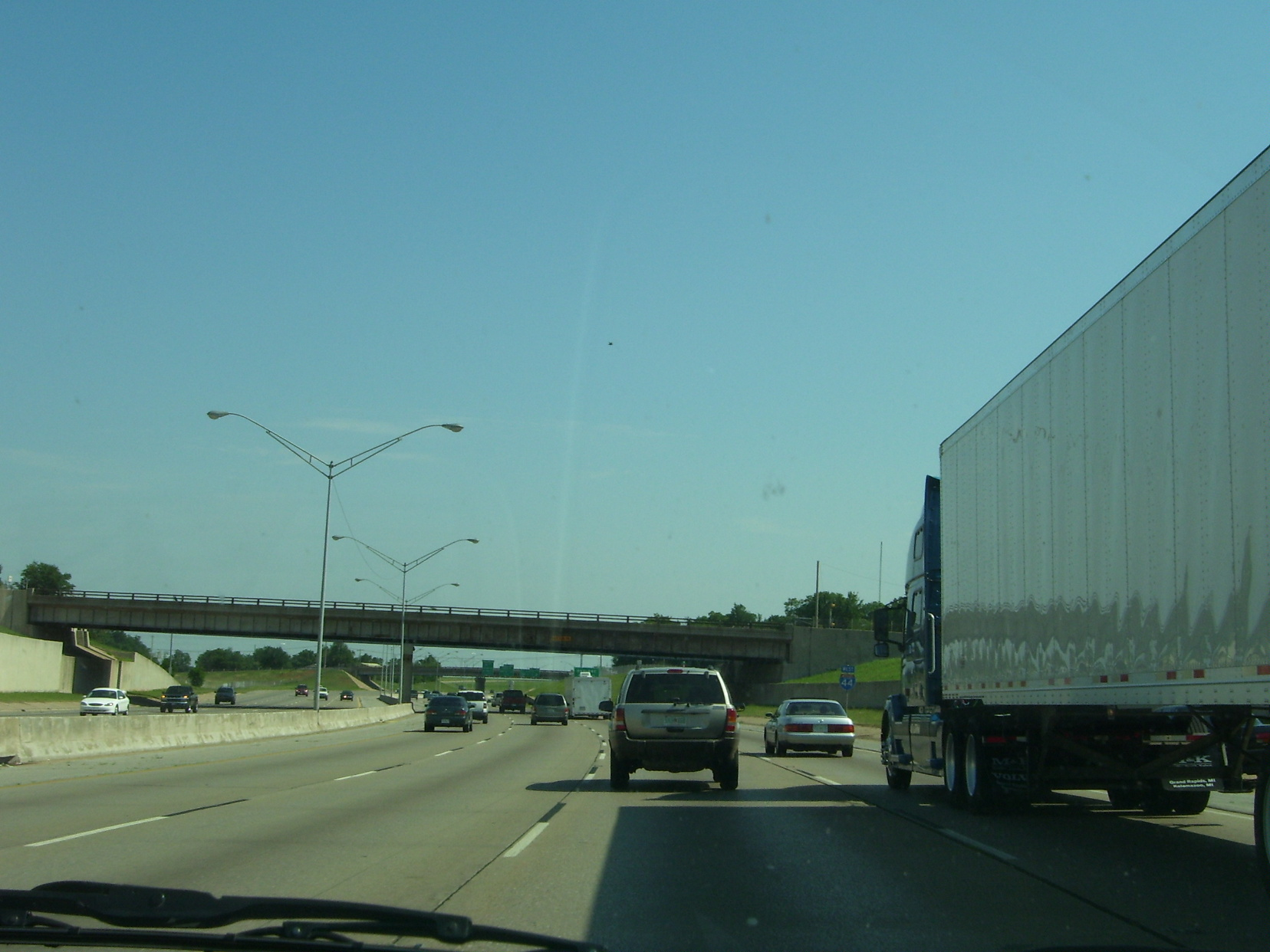
Interstate 44 in Oklahoma City

| Staat    | km   | mijl |  |
|          |      |      |  |
| Texas    | 24   | 15   |  |
| Oklahoma | 530  | 329  |  |
| Missouri | 467  | 290  |  |
|          |      |      |  |
| Totaal   | 1021 | 634  |  |

## Belangrijke steden aan de I-44
Wichita Falls - Oklahoma City - Tulsa - Springfield - St. Louis